# San Martín (Pacaipampa)
San Martín es un caserío peruano ubicado en el distrito de Pacaipampa, perteneciente a la provincia de Ayabaca del departamento de Piura, al norte del Perú. 

## Ubicación
San Martín se ubica al sur de la provincia de Ayabaca, en el distrito de Pacaipampa, en el departamento de Piura.

## Demografía
En 2017 San Martín tenía una población de 63 habitantes.
| Gráfica de evolución demográfica de San Martín entre 1993 y 2017 |
|                                                                  |
| Fuentes: Población 1993 y 2017                                   |